# Jay Chamberlain
Jay Chamberlain (n. 29 decembrie 1925, Los Angeles, California, SUA – d. 1 august 2001, Tucson, Arizona, SUA) a fost un pilot american de Formula 1 care a evoluat în Campionatul Mondial în sezonul 1962.